# Tenuipalpus niekerkae
Tenuipalpus niekerkae är en spindeldjursart som beskrevs av Meyer 1979. Tenuipalpus niekerkae ingår i släktet Tenuipalpus och familjen Tenuipalpidae. Inga underarter finns listade i Catalogue of Life.